# Maria di Prussia (principessa 1855)
Maria Elisabetta Luisa Federica di Prussia (Potsdam, 14 settembre 1855 – Dresda, 20 giugno 1888) fu una principessa della Casa di Hohenzollern.

## Biografia
Era la primogenita di Federico Carlo di Prussia, e di sua moglie, la principessa Maria Anna di Anhalt, figlia di Leopoldo IV di Anhalt-Dessau e di Federica di Prussia. Era una pronipote di Guglielmo I di Germania. 

## Matrimoni

### Primo Matrimonio
Il 23 agosto 1878 Maria sposò, nel Neues Palais di Potsdam, il principe Enrico di Orange-Nassau (1820-1879), terzogenito del re Guglielmo II dei Paesi Bassi e della granduchessa russa Anna Pavlovna Romanova, che dal 1855 era stato Governatore del Lussemburgo e Ammiraglio della Marina Olandese. Il matrimonio era stato combinato nel tentativo di salvare la Casata degli Orange-Nassau dall'estinzione. Sfortunatamente però la coppia non ebbe figli. Dopo nemmeno cinque mesi, nel gennaio del 1879, Enrico morì, vittima del morbillo.

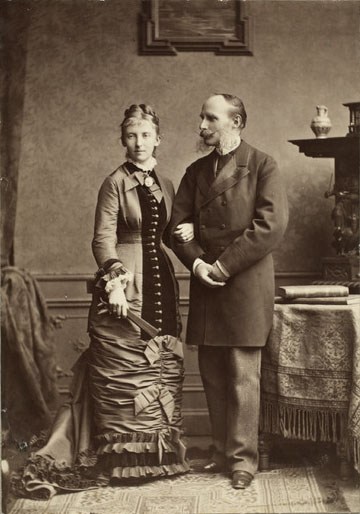
Maria di Prussia, ritratta con il suo primo marito, nel 1878

Durante il suo primo, breve matrimonio Maria fu una delle madrine di battesimo di suo nipote Arturo, Duca di Connaught, unico figlio maschio di sua sorella Luisa Margherita. Il battesimo ebbe luogo nella Cappella Privata del Castello di Windsor.

### Secondo Matrimonio
Sei anni dopo, il 6 maggio 1885, Maria sposò, a Berlino, il principe Alberto di Sassonia-Altenburg, figlio del principe Edoardo di Sassonia-Altenburg, e della sua seconda moglie, la principessa Luisa Carolina di Reuss-Greiz. Quest'unione venne universalmente ritenuta armoniosa, e produsse due bambine:
- Olga Elisabetta (1886-1955), sposò il conte Carl Friedrich von Pückler-Burghauss;
- Maria (1888-1947), sposò il principe Enrico XXXV di Reuss-Köstritz.

## Morte
Maria morì nel 1888 a Schloss Abrechtesberg, Dresda, vittima di febbre puerperale, e venne sepolta nella Cripta della famiglia ducale di Sassonia-Altenburg. Il suo secondo marito si risposò nel 1891 a Remplin, con la Principessa Elena di Meclemburgo-Strelitz (1857–1936).

## Ascendenza
|                                   |                           |                                            | Genitori                                  |  |  | Nonni |  |  | Bisnonni                          |  |  | Trisnonni                        |  |
|                                   |                           |                                            |                                           |  |  |       |  |  | Federico Guglielmo III di Prussia |  |  | Federico Guglielmo II di Prussia |  |
|                                   |                           |                                            |                                           |  |  |       |  |  | Federico Guglielmo III di Prussia |  |  | Federico Guglielmo II di Prussia |  |
|                                   |                           | Federica Luisa d'Assia-Darmstadt           |                                           |  |  |       |  |  | Federico Guglielmo III di Prussia |  |  |                                  |  |
| Carlo di Prussia                  |                           |                                            |                                           |  |  |       |  |  | Federico Guglielmo III di Prussia |  |  |                                  |  |
|                                   |                           | Luisa di Meclemburgo-Strelitz              | Carlo II di Meclemburgo-Strelitz          |  |  |       |  |  |                                   |  |  |                                  |  |
|                                   |                           | Luisa di Meclemburgo-Strelitz              | Carlo II di Meclemburgo-Strelitz          |  |  |       |  |  |                                   |  |  |                                  |  |
|                                   |                           | Luisa di Meclemburgo-Strelitz              | Federica d'Assia-Darmstadt                |  |  |       |  |  |                                   |  |  |                                  |  |
| Federico Carlo di Prussia         |                           | Luisa di Meclemburgo-Strelitz              |                                           |  |  |       |  |  |                                   |  |  |                                  |  |
|                                   |                           | Carlo Federico di Sassonia-Weimar-Eisenach | Carlo Augusto di Sassonia-Weimar-Eisenach |  |  |       |  |  |                                   |  |  |                                  |  |
|                                   |                           | Carlo Federico di Sassonia-Weimar-Eisenach | Carlo Augusto di Sassonia-Weimar-Eisenach |  |  |       |  |  |                                   |  |  |                                  |  |
|                                   |                           | Carlo Federico di Sassonia-Weimar-Eisenach | Luisa Augusta d'Assia-Darmstadt           |  |  |       |  |  |                                   |  |  |                                  |  |
| Maria di Sassonia-Weimar-Eisenach |                           | Carlo Federico di Sassonia-Weimar-Eisenach |                                           |  |  |       |  |  |                                   |  |  |                                  |  |
|                                   |                           | Marija Pavlovna Romanova                   | Paolo I di Russia                         |  |  |       |  |  |                                   |  |  |                                  |  |
|                                   |                           | Marija Pavlovna Romanova                   | Paolo I di Russia                         |  |  |       |  |  |                                   |  |  |                                  |  |
|                                   |                           | Marija Pavlovna Romanova                   | Sofia Dorotea di Württemberg              |  |  |       |  |  |                                   |  |  |                                  |  |
| Maria di Prussia                  |                           | Marija Pavlovna Romanova                   |                                           |  |  |       |  |  |                                   |  |  |                                  |  |
|                                   | Federico di Anhalt-Dessau | Leopoldo III di Anhalt-Dessau              |                                           |  |  |       |  |  |                                   |  |  |                                  |  |
|                                   | Federico di Anhalt-Dessau | Leopoldo III di Anhalt-Dessau              |                                           |  |  |       |  |  |                                   |  |  |                                  |  |
|                                   | Federico di Anhalt-Dessau | Luisa di Brandeburgo-Schwedt               |                                           |  |  |       |  |  |                                   |  |  |                                  |  |
| Leopoldo IV di Anhalt-Dessau      | Federico di Anhalt-Dessau |                                            |                                           |  |  |       |  |  |                                   |  |  |                                  |  |
|                                   |                           | Amalia d'Assia-Homburg                     | Federico V d'Assia-Homburg                |  |  |       |  |  |                                   |  |  |                                  |  |
|                                   |                           | Amalia d'Assia-Homburg                     | Federico V d'Assia-Homburg                |  |  |       |  |  |                                   |  |  |                                  |  |
|                                   |                           | Amalia d'Assia-Homburg                     | Carolina d'Assia-Darmstadt                |  |  |       |  |  |                                   |  |  |                                  |  |
| Maria Anna di Anhalt              |                           | Amalia d'Assia-Homburg                     |                                           |  |  |       |  |  |                                   |  |  |                                  |  |
|                                   |                           | Luigi Carlo di Prussia                     | Federico Guglielmo II di Prussia          |  |  |       |  |  |                                   |  |  |                                  |  |
|                                   |                           | Luigi Carlo di Prussia                     | Federico Guglielmo II di Prussia          |  |  |       |  |  |                                   |  |  |                                  |  |
|                                   |                           | Luigi Carlo di Prussia                     | Federica Luisa d'Assia-Darmstadt          |  |  |       |  |  |                                   |  |  |                                  |  |
| Federica di Prussia               |                           | Luigi Carlo di Prussia                     |                                           |  |  |       |  |  |                                   |  |  |                                  |  |
|                                   |                           | Federica di Meclemburgo-Strelitz           | Carlo II di Meclemburgo-Strelitz          |  |  |       |  |  |                                   |  |  |                                  |  |
|                                   |                           | Federica di Meclemburgo-Strelitz           | Carlo II di Meclemburgo-Strelitz          |  |  |       |  |  |                                   |  |  |                                  |  |
|                                   |                           | Federica di Meclemburgo-Strelitz           | Federica d'Assia-Darmstadt                |  |  |       |  |  |                                   |  |  |                                  |  |
|                                   |                           | Federica di Meclemburgo-Strelitz           |                                           |  |  |       |  |  |                                   |  |  |                                  |  |